# 252 г. пр.н.е.
252 (двеста петдесет и втора) година преди новата ера (пр.н.е.) е година от доюлианския (Помпилийски) римски календар.

## Събития

### В Римската република
- Консули са Гай Аврелий Кота и Публий Сервилий Гемин.
- Продължава Първата пуническа война.
- Римляните предвождани от консула Кота завладяват Липарски острови и град Терме.[1]

### В Гърция
- Тиранът на град Сикион Абантид е убит от „тираноубийци“ и е наследен от баща си Пасей, за когото се оказва трудно да се закрепи на власт.[2]

### В империята на Селевкидите
- Антиох II Теос се жени за Береника II.[3]

## Починали
- Абантид, тиран на Сикион